# Hadiyák
A hadiyák egy Etiópiában élő nép. Az ország lakosságának 1,7%-át teszik ki, amivel Etiópia nyolcadik legnagyobb népcsoportját alkotják.

## Lakóhelyük
A hadiyák ma Etiópia Déli nemzetek, nemzetiségek és népek szövetségi államában élnek, a szövetségi állam lakosságának 8%-át teszik ki. Ezen belül főleg a Kék-Nílustól délre fekvő Hadiya Zónában találhatóak, ahol ők alkotják a lakosság közel 80%-át.

## Történet
A népet említő legkorábbi forrás a 13. századból való Kebra Nagast (Királyok Dicsősége). Egy Hayd-szigeti kolostorban fennmaradt kézirat szerint a hadiyákat a Damot királyságot is meghódító Amda Seyon (1314-44) császár vonta Etiópia uralma alá. Néhány év múlva Amano király vezetésével a hadiyák ellázadtak, ám felkelésüket Amda Seyon kegyetlenül leverte, az életben maradottakat rabszolgának adta el, vagy hadseregébe sorozta be.
Chibab al-Umari 14. századi arab utazó leírása szerint a hadiyák földje bár kicsi, de gabona és gyümölcs termesztésére alkalmas, lóban gazdag, lakosai pedig vasat használnak pénzként. 40 000 lovas és kétszer ennyi gyalogos katona kiállítására képes.
Később a terület vazallus királyságként beolvadt Etiópiába. Számos etióp császár a hadiyák közül választott magának feleséget, a legismertebb a keresztény hitre áttért 15-16. századi Eleni császárnő, Zara Jakob felesége volt.

## Nyelv
A hadiya nyelv az afroázsiai nyelvcsalád kusita ágába tartozik. Az íráshoz a ge'ez ábécét és a latin betűket is használják.

## Fordítás
- Ez a szócikk részben vagy egészben  a   Hadiya people című angol Wikipédia-szócikk fordításán alapul.  Az eredeti cikk szerkesztőit annak laptörténete sorolja fel. Ez a jelzés csupán a megfogalmazás eredetét és a szerzői jogokat jelzi, nem szolgál a cikkben szereplő információk forrásmegjelöléseként.